# Віктор Мітру
Віктор Мітру (алб. Viktor Mitrou, 24 червня 1973) — албанський важкоатлет.
Срібний призер Олімпійських Ігор 2000 року в категорії до 77 кг, учасник 1996, 2004 років.
Срібний призер Чемпіонату світу з важкої атлетики 1999 року в категорії до 77 кг.